# غونار جوهانسون
غونار جوهانسون (بالسويدية: Gunnar Johansson)‏ (1911 – 1998 م هو عالم نفس فيزيائي سويدي، كان مهتماً بقوانين غشتالت لتصور الحركة في الرؤية، واشتهر بتحقيقاته في الحركة البيولوجية، وقد ساعد في تطور نظرية الصلابة التي تفترض أن المنبهات القريبة - التي يمكن تصورها على أنها أجسام جامدة - ينظر إليها بشكل عام على هذا النحو، حصل جوهانسون على الدكتوراه من كلية جامعة ستوكهولم سنة 1950 عن رسالته تكوينات في تصور الحدث و عمل أستاذا في علم نفس في جامعة أوبسالا منذ سنة 1957 حتى 1977، وفي عام 1970 انتخب عضواً في الأكاديمية الملكية السويدية للعلوم الهندسية.